# Ahmed Jabari
Ahmed al-Jabari (Arabisch: أحمد الجعبري) (Gaza, 4 december 1960 – aldaar, 14 november 2012) was tot zijn dood onderbevelhebber van de militaire tak van Hamas. Hij was tevens een hooggeplaatste functionaris in Hamas' politieke tak en was de oprichter van Nur, een organisatie die tot doel heeft Palestijnse gevangenen en de families van omgekomen Palestijnse militanten te helpen. Op 14 november 2012 werd hij in een luchtaanval door de Israëlische luchtmacht om het leven gebracht. De Israëlische veiligheidsdienst Sjien Beet eiste de aanval op.